# Stadio di Marrakech
Lo stadio di Marrakech (in francese Stade de Marrakech, (in arabo ستاد مراكش‎?) è un impianto multifunzionale sito a Marrakech, in Marocco. Viene usato principalmente per incontri di calcio ed ha una capacità di 45 240 posti a sedere, di cui 36 300 coperti.
Inaugurato nel 2011 in sostituzione del vecchio stadio El Harti, l'impianto ospita le partite casalinghe della locale squadra di calcio, il Kawkab de Marrakech.
Lo stadio ha ospitato alcune partite delle edizioni 2013 e 2014 della Coppa del mondo per club FIFA.

## Costruzione
I lavori incominciarono ufficialmente nel settembre del 2003 e dopo poco più di sette anni, il 5 gennaio 2011, lo stadio venne inaugurato.
Una somma pari a un miliardo di dirham (circa 90 milioni di euro) è stata destinata per la costruzione dello stadio: tra le critiche maggiori che subì l'impianto figurava la presenza della pista d'atletica all'interno di una pianta rettangolare, che rendeva difficoltosa la visione delle partite di calcio da diversi punti della struttura.

## Inaugurazione

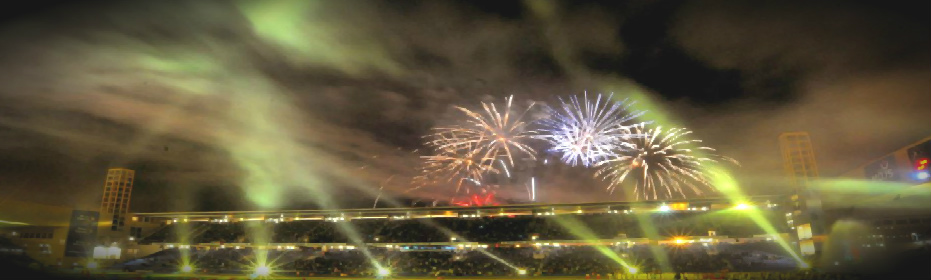
Inaugurazione dello stadio di Marrakech nel 2011

Lo stadio fu inaugurato il 5 gennaio 2011 con la disputa di un quadrangolare tra la squadra di casa, il Kawkab de Marrakech, i connazionali del Wydad Casablanca e le compagini francesi del Olympique Lyonnais e del Paris Saint-Germain. L'evento fu seguito da un grande spettacolo di luci e fuochi d'artificio.
L'inaugurazione vide la presenza di numerosi personaggi dello sport tra cui Eric Gerets, ex c.t. del Marocco, il direttore tecnico delle giovanili del Marocco (nazionale Under-23) Pim Verbeek, l'ex c.t. del Marocco Badou Zaki e Mustapha Hadji, Mohamed Timoumi, Ahmed Faras, Salaheddine Bassir.

## Caratteristiche
Costruito su una superficie totale di 58 ettari, lo stadio ha una capienza totale di 45.240 posti a sedere, di cui 200 posti per la tribuna reale, 600 per la tribuna, 1.130 per i media, 700 per disabili e 42.610 posti per il pubblico.
Oltre allo stadio principale, c'è anche uno stadio annesso con una pista di atletica 6 corsie. La sua capacità totale è di 5.000 posti.
Inoltre, lo stadio dispone anche di una sala multimediale (1000 metri quadrati), un centro di primo soccorso, un'infermeria e un parcheggio con una capienza di 7.500 posti.
Lo stadio di Marrakech è in grado di ospitare competizioni nazionali ed internazionali di altissimo livello.

### Caratteristiche tecniche
Caratteristiche tecniche dello stadio di Marrakech
- Tipo di Erba:: Erba naturale

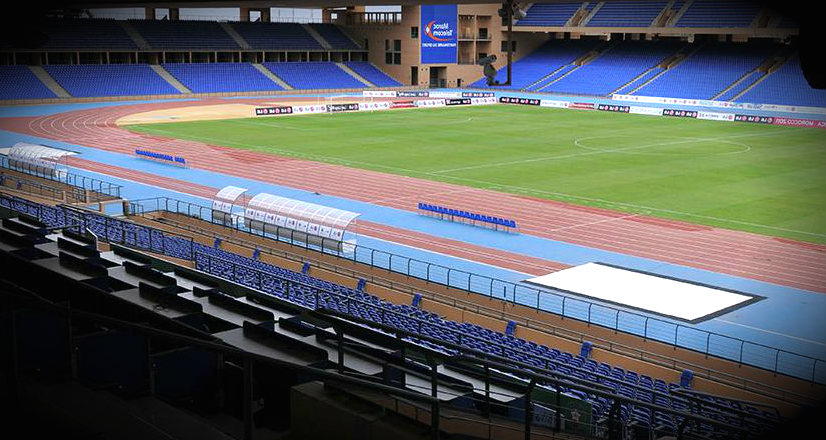
L'interno dell'impianto

- superficie:  9000 m² (105m x 84 m)
- Numero di corsie::  9
- Spogliatoi: 4 da calcio con sauna, 2 per gli arbitri, 8 per atletica leggera.
- Intensità di illuminazione:: 1800 LUX orizzontale; LUX verticale 2500
- Display Stadio: 84 m² con una risoluzione di 2 cm²
- Pannelli led bordo-campo:: 133 m pannelli LED
- Posti Auto:7.500
- Eliporto: 1 [3]

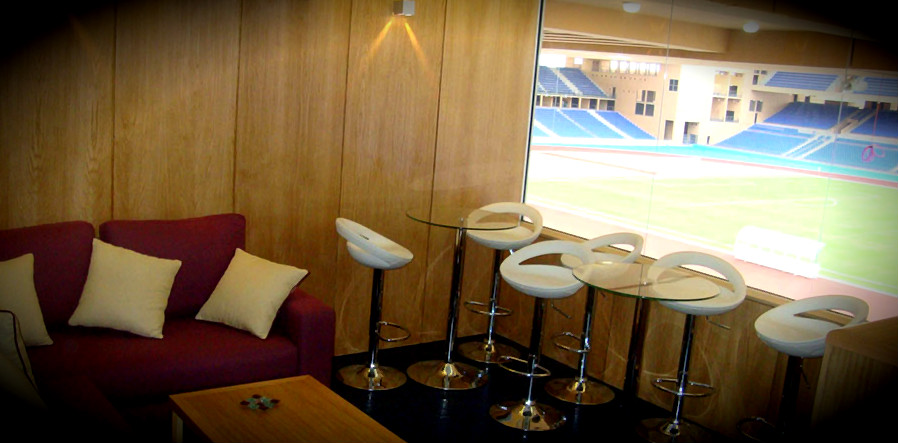
Loge VIP

- sala conferenze: 1 sala conferenza principale 250 posti, dotate di impianti di traduzione simultanea, 2 sale conferenze secondarie ciascuna con una capacità massima di 300 posti, 7 sale per seminari con una capacità tra 20 e 25.
- sorveglianza: 86 telecamere di sorveglianza 32 wickets con il sistema di montaggio
- Posti stampa:  2 tribune da 105 posti ciascuna, dotate di prese di corrente, cavi, monitor, copertura WIFI

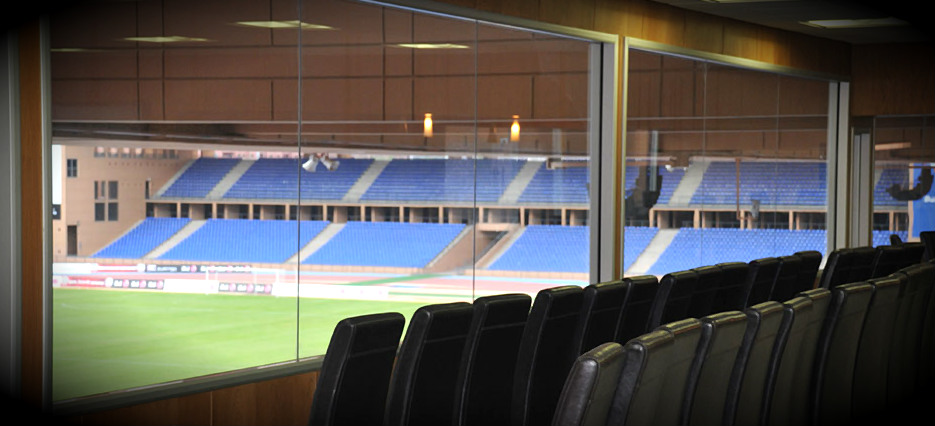
I posti a sedere VIP

- Skybox: 15 VIP con una capacità totale di 300 persone
- Sale VIP: 2 sale VVIP 160 persone , 2 sale VIP  160 persone
- Posti ufficiali: 56
- Posti VIP Oro:  115
- Posti VIP Argento: 144
- Ristoranti: 1 Ristorante panoramico 180 posti
- Ristoranti: 1 Ristorante 200 posti
- Bar:  26
- Negozi: 8 da 120 m² ciascuno

## Collegamenti
Lo stadio si trova a undici chilometri a nord di Marrakech. È servita dall'Aeroporto di Marrakech-Menara, a quattordici chilometri, e dalla stazione ferroviaria della città.
L'accesso alle tribune è consentito da sedici ingressi e una grande entrata principale.

## Eventi

### Giochi di apertura
- Wydad Casablanca 1-1  Paris Saint-Germain, 5 gennaio 2011
- Kawkab de Marrakech 0-0  Olympique Lione, 5 gennaio 2011

### Coppa d'Africa 2012 Qualificazioni
- Marocco 4-0  Algeria, 4 giugno 2011
- Marocco 3-1  Tanzania, 9 ottobre 2011

### Coppa d'Africa 2013 Qualificazioni
- Marocco 4-0  Mozambico, 13 ottobre 2012

### Coppa del Mondo 2014 Qualificazioni
- Marocco 2-2  Costa d'Avorio, 9 giugno 2012
- Marocco 2-1  Tanzania, 7 giugno 2013
- Marocco 2-0  Gambia, 14 giugno 2013

### Coppa del mondo per club FIFA 2013
- Monterrey 5-1  Al-Ahly, partita per il quinto posto, 18 dicembre 2013
- Raja Casablanca 3-1  Atlético Mineiro, semifinale, 18 dicembre 2013
- Atlético Mineiro 3-2  Guangzhou Evergrande, partita per il terzo posto, 21 dicembre 2013
- Raja Casablanca 0-2  Bayern München, la Finale, 21 dicembre 2013

### Amichevoli
- Marocco 2-1  Mali, 6 marzo 2013
- Marocco 1-2  Burkina Faso, 14 agosto 2013
- Marocco 1-1  Gabon, 5 marzo 2014

### Coppa del mondo per club FIFA 2014
- Cruz Azul 0-4  Real Madrid, semifinale, 16 dicembre 2014
- Auckland City 1-2  San Lorenzo, semifinale, 17 dicembre 2014
- ES Sétif 2-2 (5-4 d.c.r)  Western Sydney, partita per il quinto posto, 17 dicembre 2014
- Cruz Azul 1-1 (2-4 d.c.r)  Auckland City, partita per il terzo posto, 20 dicembre 2014
- Real Madrid 2-0  San Lorenzo, la Finale, 20 dicembre 2014

### Atletica leggera
- Campionati africani di atletica leggera 10 - 14 agosto 2014
- Coppa continentale di atletica leggera 13 - 14 settembre 2014